# Station Troisdorf
Station Troisdorf (Duits: Bahnhof Troisdorf) is een spoorwegstation van de Duitse plaats Troisdorf. Het station ligt aan de spoorlijnen Keulen - Gießen en Mülheim-Speldorf - Niederlahnstein. De hogesnelheidslijn Keulen - Frankfurt passeert dit station. Deze lijn heeft geen perrons. 

## Treinverbindingen
| Serie | Treinsoort                      | Route | Bijzonderheden                                                                                          |
| ----- | ------------------------------- | --- | --- |
| RE 8  | Regional-Express (DB Regio NRW) | Mönchengladbach Hbf – Rheydt Hbf – Grevenbroich – Köln Hbf – Porz (Rhein) – Troisdorf – Bonn-Beuel – Unkel – Koblenz Hbf                           | Rhein-Erft-Express                                                                                      |
| RE 9  | Regional-Express (DB Regio NRW) | Aachen Hbf – Stolberg (Rheinl) Hbf – Eschweiler Hbf – Düren – Köln Hbf – Troisdorf – Siegburg/Bonn – Hennef (Sieg) – Eitorf – Siegen               | Rhein-Sieg-Express                                                                                      |
| RB 27 | Regionalbahn (DB Regio Südwest) | Mönchengladbach Hbf – Rheydt Hbf – Rommerskirchen – Köln Hbf – Troisdorf – Bonn-Oberkassel – Bad Honnef (Rhein) – Erpel (Rhein) – Koblenz Hbf      | Rhein-Erft-Bahn                                                                                         |
| S 12  | S-Bahn (DB Regio NRW)           | Horrem – Köln-Ehrenfeld – Köln Hbf – Porz-Wahn – Troisdorf – Siegburg/Bonn – Hennef (Sieg) – Eitorf – Au (Sieg)                                    | Dienstregeling S12 geldig vanaf 10-12-2023                                                              |
| S 19  | S-Bahn (DB Regio NRW)           | (Aachen Hbf – ) Düren – Horrem – Köln-Ehrenfeld – Köln Hbf – Köln/Bonn Luchthaven – Troisdorf – Siegburg/Bonn – Hennef (Sieg) – Eitorf – Au (Sieg) | Rijdt alleen twee keer per nacht tussen Aachen Hbf en Düren. Dienstregeling S19 geldig vanaf 10-12-2023 |